# Фридман, Владимир Маркович
Владимир Маркович Фридман — российский учёный в области электротехники, лауреат премии имени П. Н. Яблочкова АН СССР (1989).
Родился 30 сентября 1928 года в Ленинграде.
Окончил физико-механический факультет Ленинградского политехнического института (1951) и до 1993 года работал в производственном объединении «Электросила», последняя должность — начальник сектора динамики и прочности турбо и гидрогенераторов.
С 1961 по 1993 г. также в ЛПИ: аспирант, старший преподаватель, доцент, профессор кафедры «Механика и процессы управления». В 1964 г. защитил кандидатскую, в 1970 г. — докторскую диссертацию.
С 1986 по 1993 г. по совместительству заведующий лабораторией «Динамика и прочность электро- и энергомашин» в Институте проблем машиноведения АН СССР (РАН).
В 1993 г. эмигрировал в США. С 1996 по 2008 г. — вице-президент компании «Technical Mechanics and Electronics» (Лос-Анджелес). Место жительства на 2021 год — West Hollywood, CA.
Сочинения:
- Теория упругих колебаний [Текст] : уравнения и методы / В. М. Фридман ; Российская акад. наук, Ин-т проблем машиноведения. — Санкт-Петербург : Наука, 2014. — 253, [1] с.; 21 см; ISBN 978-5-02-038375-3
- Theory of elastic oscillations [Текст] : equations and methods / Vladimir Fridman; [translated by Eugene Sviyazheninov]. — Singapore : Springer, cop. 2018. — XII, 257 с. : ил., табл., цв. ил.; 25 см.